# Sofiane Sidi Ali
Sofiane Sidi Ali (* 14. Juli 1995 in Gap) ist ein französisch-algerischer Fußballspieler, der bei Olympique Marseille spielt.

## Karriere
Sidi Ali begann seine fußballerische Laufbahn beim FC La Saulce, ehe er zurück in seinen Geburtsort zu Gap Foot 05 wechselte. Bis 2017 spielte er anschließend beim FC Istres in der Akademie. Im Sommer jenes Jahres wechselte er zur AS Gémenos in die National 3. Hier spielte er in seiner ersten Saison im Erwachsenenbereich 19 Mal, wobei er zweimal traf.
Nach nur einem Jahr dort wechselte er ins Ausland zum griechischen Erstligisten Panionios Athen, was für ihn die erste Profistation war. Direkt am ersten Saisonspieltag debütierte er nach Einwechslung bei einem 2:2-Unentschieden gegen den OFI Kreta für die erste Mannschaft in der Super League. Insgesamt spielte er 14 Ligaspiele und konnte im Pokal zweimal in drei Spielen treffen. In der Spielzeit 2019/20 spielte er jedoch keine große Rolle mehr und wurde nur dreimal eingesetzt. Sein Verein beendete die Saison auf dem letzten Tabellenplatz und musste zudem Insolvenz anmelden. Daraufhin folgte der Zwangsabstieg in die dritte Liga und die einvernehmliche Vertragsauflösung des eigentlich bis 2021 laufenden Vertrags Sidi Alis.
Nach einem Jahr ohne Verein schloss sich Sidi Ali dem französischen Fünftligisten FC Rousset an. Hier traf er 2020/21 elfmal in 25 Ligaeinsätzen und konnte auch 2021/22 mit zehn Toren in den ersten elf Einsätzen überzeugen.
Daraufhin wurde er Anfang Januar 2023 von Olympique Marseille verpflichtet, wo er zunächst im Reserveteam spielen sollte. Die Saison beendete er mit weiteren zehn Treffern in zwölf Einsätzen für das Zweitteam OMs. Nach weiteren Amateureinsätzen debütierte er am 27. Januar 2024 (19. Spieltag) nach später Einwechslung gegen die AS Monaco für die Profimannschaft in der Ligue 1.